# Tétraméthyléthylènediamine
 (décembre 2011).
Si vous disposez d'ouvrages ou d'articles de référence ou si vous connaissez des sites web de qualité traitant du thème abordé ici, merci de compléter l'article en donnant les références utiles à sa vérifiabilité et en les liant à la section « Notes et références ».
La N,N,N',N'-tétraméthyléthylènediamine (ou TMEDA) est un composé chimique de la famille des diamines tertiaires.

## Comme réactif dans les synthèses organique et inorganique
La TMEDA est largement employée comme ligand pour les ions métalliques. Elle forme des complexes stables avec de nombreux halogénures de métal, par exemple, le chlorure de zinc, l'iodure de cuivre(I), formant des complexes solubles dans des solvants organiques. Dans de tels complexes, la TMEDA intervient comme ligand bidenté.
La TMEDA est connue pour son affinité avec les ions de lithium. Elle convertit le n-butyllithium en un agglomérat de plus haute réactivité que l'hexamère (constitué de six monomères). Le Buli/TMEDA est capable de métaller ou même de doublement métaller de nombreux substrats, y compris le benzène, le furane, le thiophène, les N-alkylpyrroles et le ferrocène. De nombreux complexes organométalliques anioniques ont été isolés comme leurs complexes [Li(TMEDA)2]+. Dans ce genre de complexes, le [Li(TMEDA)2]+ se comporte comme le sel d'ammonium quaternaire, tel que le [NEt4]+, sauf qu'il est plus résistant vis-à-vis de la déprotonation.

## Autres utilités
La tétraméthyléthylènediamine est aussi utilisée avec le persulfate d'ammonium pour catalyser la polymérisation de l'acrylamide dans la fabrication de gels polyacrylamides, utilisé dans l'électrophorèse sur gel de polyacrylamide, pour la séparation des acides nucléiques ou des protéines. Même si les quantités utilisées dans cette technique peuvent varier de méthode en méthode, 0,1-0,2 % v/v TMEDA est la quantité habituelle.